# Rajasthan
Rajasthan (hindi राजस्थान) és un estat de la Unió Índia, i el seu estat més gran en superfície. Limita amb la províncies pakistaneses del Sindh a l'oest i el Punjab (Pakistan) al nord-oest. La resta de l'estat limita amb cinc altres estats de l'Índia: amb el Punjab al nord, amb Haryana i Uttar Pradesh al nord-est, amb Madhya Pradesh al sud-est, i amb Gujarat al sud. Les ciutats principals són: Jaipur (la capital), Jodhpur, Ajmer, Kota i Bikaner. Aquí se situa una gran part del desert de Thar.

## Geografia física
L'estat és travessat de nord-est a sud-oest pels monts Aravalli, que separen el desert de Thar de les altes estepes de l'est, drenades pels rius Mahi i Chambal. La part final del riu Ghaggar inclou les ruïnes arqueologiques de Kalibanga, les més antigues del subcontinent. El mont Abu és la muntanya més destacada, i té al cim els famosos temples de Dilwara, lloc de pelegrinatge dels jaines.

## Ecologia
A la part oriental de l'estat hi ha dos reserves per tigres: Ranthambore i Sariska, i el Parc Nacional de Keoladeo prop de Bharatpur, conegut per la seva notable abundància d'ocells. A la zona del desert del Thar hi ha el Parc Nacional del Desert

## Població i demografia
L'estat és mitjanament poblat, la part occidental, molt àrida, és pràcticament deshabitada.
Les llengües més parlades són el rajasthani (89,6%), el bhili (5,0%) i l'urdú (2,2%).
La religió hindú és majoritària (89%) i els musulmans són només el 8,5%; hi ha petites minories de sikhs i jains. Molts sindhis que no van voler restar dins Pakistan quan es va produir la divisió el 1947 es van establir a Rajasthan.

## Divisió administrativa

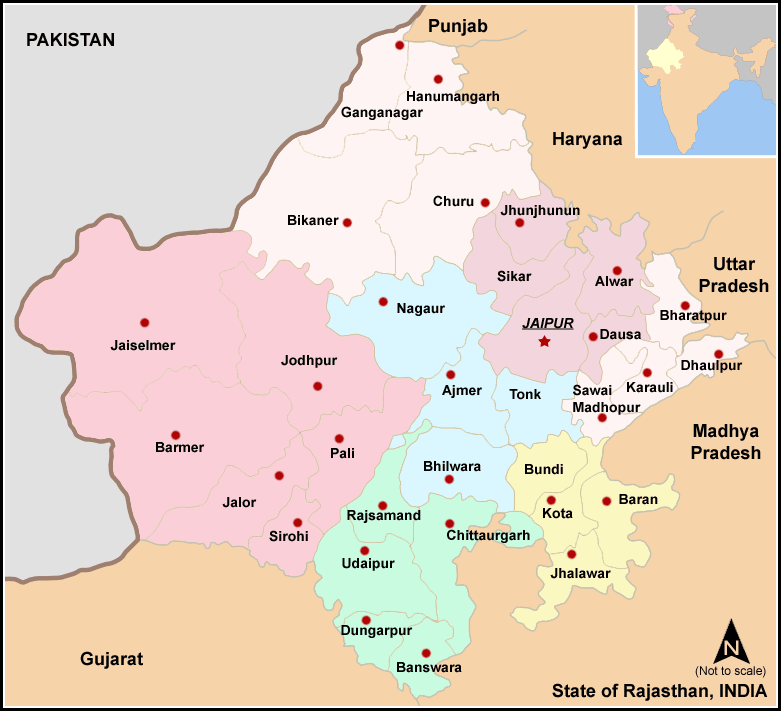
Divisió administrativa

L'estat està constituït per set divisions i 33 districtes:
- Divisió d'Ajmer:
  - Ajmer
  - Bhilwara
  - Nagaur
  - Tonk.
- Divisió de Bharatpur: 
  - Bharatpur
  - Dholpur
  - Karauli
  - Sawai Madhopur
- Divisió de Bikaner:
  - Bikaner
  - Churu
  - Ganganagar
  - Hanumangarh
- Divisió de Jaipur: 
  - Jaipur
  - Alwar
  - Jhunjhunu
  - Sikar
  - Dausa
- Divisió de Jodhpur: 
  - Barmer
  - Jaisalmer
  - Jalore
  - Jodhpur
  - Pali
  - Sirohi.
- Divisió de Kota: 
  - Baran
  - Bundi
  - Jhalawar
  - Kota.
- Divisió d'Udaipur:
  - Banswara
  - Chittorgarh
  - Pratapgarh
  - Dungarpur
  - Udaipur
  - Rajsamand

## Economia
A la part oriental, regió de pluges suficients, es concentra la major part dels conreus (melca, blat, cigrons, sèsam, canya de sucre i cotó). La resta del país es dedica a la cria d'ovelles, cabres i camells i a conreus de mill i cigrons. Té abundants recursos miners, i produeix prop dels 4/5 del guix del país (Jodhpur i Bikaner), sal, mica, beril, pirita, lignit, coure, plom, zinc i magnesita. Indústries sucrera, farinera, del ciment i del vidre, poc desenvolupades.

## Història
Fou constituït primerament per dinou dels antics estats rajputs: (Jaipur, Jodhpur, Bikaner, Mewar, etc. el 30 de març del 1949, que era la Rajputana pròpia; el territori que havia estat sota govern directe britànic a la província d'Ajmer-Merwara li fou annexat el 1956. Els territoris dels estats que quedaven fora de la Rajputana pròpia, principalment Tonk, foren inclosos en Madhya Pradesh.

la "Panchranga", la bandera de cinc colors de molts dels antics estats rajputs que avui formen el Rajashtan; l'orde dels colors i algun d'aquestos variava segons els estats